# Hino
Um hino é uma composição musical de celebração, geralmente usada como símbolo de um grupo distinto, especialmente os hinos nacionais de países. Originalmente, na teoria musical e em contextos religiosos, também se refere mais particularmente a uma obra coral sacra curta (ainda vista com frequência na Harpa Sagrada e em outros tipos de canto com notas de forma) e ainda mais particularmente a uma forma específica de música litúrgica. Nesse sentido, seu uso começou por volta de 1 550 em igrejas de língua inglesa. Ele usa palavras em inglês, em contraste com o "moteto" originalmente católico romano, que define um texto em latim.

## Etimologia
A palavra hino deriva do grego ὕμνος (hýmnos), que significa "um cântico de louvor". Sua forma adjetiva é "hínico".

## História
Os hinos eram originalmente uma forma de música litúrgica. Na Igreja da Inglaterra, a rubrica os designa para acompanhar a terceira coleta na oração da manhã e da noite. Vários hinos estão incluídos no cerimonial da coroação britânica. As palavras são selecionadas das Sagradas Escrituras ou, em alguns casos, da liturgia, e a música é geralmente mais elaborada e variada do que as melodias de salmos ou hinos religiosos. Por ser escrito para um coro treinado e não para a congregação, o hino anglicano é análogo ao moteto das igrejas católica e luterana, mas representa uma forma musical essencialmente inglesa. Os hinos podem ser descritos como "verso", "completo" ou "completo com verso", dependendo de serem destinados a solistas, ao coro completo ou a ambos. Outra maneira de descrever um hino é que ele é uma peça musical escrita especificamente para se adequar a um determinado texto de acompanhamento, e geralmente é difícil fazer com que qualquer outro texto se encaixe nesse mesmo arranjo melódico. Ele também muda com frequência a melodia e/ou a métrica, frequentemente várias vezes em uma única música, e é cantado diretamente do início ao fim, sem repetir a melodia para os versos seguintes como uma música normal (embora certas seções possam ser repetidas quando marcadas). Um exemplo de hino com várias mudanças de métrica, fuga e seções repetidas é o "Claremont" ou "Vital Spark of Heav'nly Flame". Outro exemplo bem conhecido é o "Easter Anthem" (Hino de Páscoa) de William Billing, também conhecido como "The Lord Is Risen Indeed!" (O Senhor Ressuscitou, de fato!) após os versos iniciais. Esse hino ainda é uma das músicas mais populares do livro de melodias da Harpa Sagrada.
O hino foi desenvolvido como um substituto para a "antífona votiva" católica, comumente cantada como um apêndice do ofício principal para a Virgem Maria ou outros santos.

### Compositores notáveis de hinos litúrgicos: contexto histórico
Durante o período elisabetano, hinos notáveis foram compostos por Thomas Tallis, William Byrd, Tye e Farrant, mas eles não foram mencionados no Livro de Oração Comum até 1662, quando a famosa rubrica "In quires and places where they sing here follows the Anthem" apareceu pela primeira vez. Os primeiros hinos tendiam a ser simples e homofônicos na textura, de modo que as palavras pudessem ser ouvidas claramente. Durante o século XVII, hinos notáveis foram compostos por Orlando Gibbons, Henry Purcell e John Blow, com o hino em verso se tornando a forma musical dominante da Restauração. No século XVIII, hinos famosos foram compostos por Croft, Boyce, James Kent, James Nares, Benjamin Cooke e Samuel Arnold. No século XIX, Samuel Sebastian Wesley escreveu hinos influenciados por oratórios contemporâneos que se estendem por vários movimentos e duram vinte minutos ou mais. Ao final do século, Charles Villiers Stanford usou técnicas sinfônicas para produzir uma estrutura mais concisa e unificada. Muitos hinos foram escritos desde então, geralmente por especialistas em música para órgão em vez de compositores, e muitas vezes em um estilo conservador. Os principais compositores geralmente escreveram hinos em resposta a encomendas e para ocasiões especiais: por exemplo, "Great is the Lord", de Edward Elgar, de 1912, e "Give unto the Lord", de 1914 (ambos com acompanhamento orquestral); "Rejoice in the Lamb", de Benjamin Britten, de 1943 (um exemplo moderno de hino com vários movimentos, hoje ouvido principalmente como peça de concerto); e, em uma escala muito menor, "O Taste and See", de Ralph Vaughan Williams, de 1952, escrito para a coroação da Rainha Elizabeth II. Com a flexibilização da regra, pelo menos na Inglaterra, de que os hinos devem ser apenas em inglês, o repertório foi bastante aprimorado com a adição de muitas obras do repertório latino.

## Tipos
A palavra "hino" é comumente usada para descrever qualquer música ou composição comemorativa para um grupo distinto, como nos hinos nacionais. Além disso, algumas músicas são artisticamente consideradas hinos, independentemente de serem ou não usadas como tal, incluindo "Irresponsible Hate Anthem", de Marilyn Manson, "Anthem for the Year 2000", de Silverchair, e "Child's Anthem", de Toto.

### Hino nacional
Um hino nacional (também hino estadual, hino nacional, canção nacional, etc.) é geralmente uma composição musical patriótica que evoca e enaltece a história, as tradições e as lutas do povo de um país, reconhecida pelo governo do estado como a canção nacional oficial ou por convenção por meio do uso pelo povo. A maioria dos hinos nacionais são marchas ou hinos em seu estilo. Os países da América Latina, da Ásia Central e da Europa tendem a usar peças mais ornamentadas e operísticas, enquanto os países do Oriente Médio, da Oceania, da África e do Caribe usam uma música de fanfarra mais simples. Alguns países divididos em vários estados constituintes têm suas próprias composições musicais oficiais para eles (como o Reino Unido, a Federação Russa e a antiga União Soviética), as músicas de seus constituintes às vezes são chamadas de hinos nacionais, embora não sejam estados soberanos.

### Hino à bandeira
Um hino à bandeira é, em geral, uma composição musical patriótica que exalta e louva uma bandeira, geralmente a de um país, caso em que às vezes é chamado de hino de bandeira nacional. Geralmente é executado durante ou imediatamente antes do hasteamento de uma bandeira durante uma cerimônia. A maioria dos países usa seus respectivos hinos nacionais ou alguma outra canção patriótica para esse fim. No entanto, alguns países, especialmente na América do Sul, usam um hino à bandeira separado para esse fim. Nem todos os países têm hinos de bandeira. Alguns os usavam no passado, mas não o fazem mais, como o Irã, a China e a África do Sul. Os hinos da bandeira podem ser oficialmente codificados por lei ou reconhecidos extraoficialmente por costume e convenção. Em alguns países, o hino da bandeira pode ser apenas mais uma música e, em outros, pode ser um símbolo oficial do estado semelhante a um segundo hino nacional, como em Taiwan.

### Hinos esportivos
Muitas músicas pop são usadas como hinos esportivos, como "We Are the Champions" e "We Will Rock You" do Queen, e alguns eventos esportivos têm seus próprios hinos, como a Liga dos Campeões da UEFA, mas é mais comum que seja composta uma música própria, em países Lusófonos.

### Hinos compartilhados
Embora os hinos sejam usados para distinguir estados e territórios, há casos de hinos compartilhados. O "Nkosi Sikelel' iAfrika" tornou-se um hino de libertação pan-africano e, posteriormente, foi adotado como hino nacional de cinco países da África, incluindo Zâmbia, Tanzânia, Namíbia e Zimbábue, após a independência. Desde então, o Zimbábue e a Namíbia adotaram novos hinos nacionais. Desde 1997, o hino nacional sul-africano é uma canção híbrida que combina novas letras em inglês com trechos de "Nkosi Sikelel' iAfrika" e o antigo hino estadual "Die Stem van Suid-Afrika".
Para as Coreias do Norte e do Sul, a música folclórica "Arirang" é considerada um hino compartilhado por ambos os países. Por exemplo, ela foi tocada quando as duas Coreias marcharam juntas durante os Jogos Olímpicos de Inverno de 2018.
O "Imnos is tin Eleftherian" (Hino à Liberdade) é o hino nacional mais longo do mundo em termos de extensão do texto. Em 1865, as três primeiras estrofes e, mais tarde, as duas primeiras se tornaram oficialmente o hino nacional da Grécia e, posteriormente, também o da República do Chipre.
"Forged from the Love of Liberty" foi composto como o hino nacional da efêmera Federação das Índias Ocidentais (1958-1962) e foi adotado por Trinidade e Tobago quando se tornou independente em 1962.
"Esta É a Nossa Pátria Bem Amada" é o hino nacional de Guiné-Bissau e também foi o hino nacional de Cabo Verde até 1996.
"Oben am jungen Rhein", o hino nacional de Liechtenstein, é cantado ao som de "God Save the King/Queen". Outros hinos que usaram a mesma melodia incluem "Heil dir im Siegerkranz" (Alemanha), "Kongesangen" (Noruega), "My Country, 'Tis of Thee" (Estados Unidos), "Rufst du, mein Vaterland" (Suíça), "E Ola Ke Alii Ke Akua" (Havaí) e "Molitva russkikh".
O hino da Estônia, "Mu isamaa, mu õnn ja rõõm", é definido com uma melodia composta em 1848 por Fredrik Pacius, que também é o hino nacional da Finlândia: "Maamme" ("Vårt Land" em sueco). Também é considerado o hino étnico do povo da Livônia, com a letra "Min izāmō, min sindimō" ("Minha pátria, minha terra natal").
"Hei, Eslavos!" é dedicada aos povos eslavos. Sua primeira letra foi escrita em 1834 com o título "Hej, Slováci" por Samuel Tomášik e, desde então, tem servido como hino étnico do movimento pan-eslavo, hino organizacional do movimento político e de educação física Sokol, hino nacional da Iugoslávia e hino de transição da União Estatal da Sérvia e Montenegro. A música também é considerada o segundo hino não oficial dos eslovacos. Sua melodia é baseada no Mazurek Dąbrowskiego, que também é o hino da Polônia desde 1926, mas a variação iugoslava é muito mais lenta e acentuada.
Entre 1991 e 1994, "Deșteaptă-te, române!" foi o hino nacional da Romênia (que o adotou em 1990) e da Moldávia, mas no caso desta última foi substituído pelo atual hino nacional da Moldávia, "Limba noastră". Entre 1975 e 1977, o hino nacional da Romênia "E scris pe tricolor Unire" compartilhava a mesma melodia que o hino nacional da Albânia "Himni i Flamurit", que é a melodia de uma canção patriótica romena "Pe-al nostru steag e scris Unire".
O atual hino nacional da Alemanha, "Das Lied der Deutschen", usa a mesma melodia do hino imperial austro-húngaro do século XIX e início do século XX, "Gott erhalte Franz den Kaiser".
O "Hino da União Soviética", foi usado até sua dissolução em 1991, recebeu nova letra e foi adotado pela Federação Russa em 2000 para substituir um hino nacional instrumental que havia sido introduzido em 1990.
"Bro Gozh ma Zadoù", o hino regional da Bretanha, e "Bro Goth Agan Tasow", o hino regional da Cornualha, são cantados na mesma melodia do hino regional galês "Hen Wlad Fy Nhadau", com palavras semelhantes.

### Para partes de Estados
Alguns países, como a antiga União Soviética, a Espanha e o Reino Unido, entre outros, são considerados uniões de várias "nações" de acordo com várias definições. Cada uma das diferentes "nações" pode ter seu próprio hino e essas canções podem ou não ser oficialmente reconhecidas, essas composições são normalmente chamadas de hinos regionais, embora também possam ser conhecidas por outros nomes (por exemplo, "canções estaduais" nos Estados Unidos).

#### Alemanha
Na Alemanha, muitos dos Länder (estados) têm seus próprios hinos, alguns dos quais são anteriores à unificação da Alemanha em 1871. Um exemplo importante é o Hino da Baviera, que também tem o status de hino oficial (e, portanto, goza de proteção legal). Há também vários hinos regionais não oficiais, como o "Badnerlied" e o "Niedersachsenlied".

#### Áustria
Na Áustria, a situação é semelhante à da Alemanha. O hino regional da Alta Áustria, o "Hoamatgsang" (em português: "Canto da Pátria"), é famoso por ser o único hino (oficial) em língua alemã escrito - e cantado - inteiramente em dialeto.

#### Bélgica
Na Bélgica, a Valônia usa "Le Chant des Wallons" e Flandres usa "De Vlaamse Leeuw".

#### Brasil
A maioria dos estados brasileiros tem hinos oficiais. Minas Gerais usa uma versão adaptada da tradicional canção italiana "Vieni sul mar" como seu hino não oficial. Durante a Era Vargas (1937-1945), todos os símbolos regionais, inclusive os hinos, foram proibidos, mas voltaram a ser legalizados pelo governo de Eurico Gaspar Dutra.

#### Canadá
A província canadense de Terra Nova e Labrador, tendo sido o independente Domínio de Terra Nova antes de 1949, também tem seu próprio hino regional de seus dias como domínio e colônia do Reino Unido, o "Ode to Newfoundland". Foi a única província canadense com seu próprio hino até 2010, quando a Ilha do Príncipe Eduardo adotou a canção de 1908 "The Island Hymn" como seu hino provincial.

#### Espanha
Na Espanha, a situação é semelhante à da Áustria e da Alemanha. Ao contrário do hino nacional, a maioria dos hinos das comunidades autônomas tem letra. Todos são oficiais. Três exemplos proeminentes são "Els Segadors", da Catalunha, "Eusko Abendaren Ereserkia", do País Basco, e "Os Pinos", da Galícia, todos escritos e cantados nos idiomas locais.

#### Estados Unidos
Embora os Estados Unidos tenham "The Star-Spangled Banner" como seu hino nacional oficial, todos, exceto dois de seus estados e territórios constituintes, também têm seu próprio hino regional (referido pela maioria dos estados dos EUA como uma "canção estadual"), juntamente com Washington, DC. As duas exceções são Nova Jersey, que nunca teve uma canção oficial do estado, e Maryland, que rescindiu "Maryland, My Maryland" em 2021 devido à sua linguagem racista e ainda não adotou uma substituta.
As canções estaduais são selecionadas por cada legislatura estadual e/ou governador estadual como um símbolo (ou emblema) daquele estado americano específico.
Alguns estados dos EUA têm mais de uma canção oficial do estado e podem se referir a algumas de suas canções oficiais por outros nomes; por exemplo, o Arkansas tem oficialmente duas canções estaduais, além de um hino estadual e uma canção histórica estadual. O Tennessee tem o maior número de canções estaduais, com 9 canções estaduais oficiais e um rap oficial do bicentenário.
O Arizona tem uma canção que foi escrita especificamente como hino estadual em 1915, bem como o sucesso country de 1981 "Arizona", que foi adotado como hino estadual alternativo em 1982.
Duas pessoas, Stephen Foster e John Denver, escreveram ou co-escreveram duas canções estaduais. As duas canções estaduais de Foster, "Old Folks at Home" (mais conhecida como "Swanee Ribber" ou "Suwannee River"), adotada pela Flórida, e "My Old Kentucky Home" estão entre as canções mais conhecidas dos Estados Unidos. Em 12 de março de 2007, o Senado do Colorado aprovou uma resolução para tornar o sucesso de Denver de 1972, "Rocky Mountain High", uma das duas canções estaduais oficiais do estado, compartilhando as funções com sua antecessora, "Where the Columbines Grow". Em 7 de março de 2014, a Legislatura da Virgínia Ocidental aprovou uma resolução para tornar "Take Me Home, Country Roads", de Denver, uma das quatro canções oficiais do estado da Virgínia Ocidental. O governador Earl Ray Tomblin assinou a resolução como lei em 8 de março de 2014. Além disso, Woody Guthrie escreveu ou co-escreveu duas canções folclóricas estaduais - Roll On, Columbia, Roll On e Oklahoma Hills - mas elas têm status separado das canções oficiais dos estados de Washington e Oklahoma, respectivamente. Outras canções estaduais bem conhecidas incluem "Yankee Doodle", "You Are My Sunshine", "Rocky Top" e "Home on the Range". Várias outras são canções populares, incluindo "Oklahoma" (do musical de Rodgers e Hammerstein), "Georgia on My Mind", de Hoagy Carmichael, "Tennessee Waltz", "Missouri Waltz" e "On the Banks of the Wabash, Far Away". Muitas das outras são muito menos conhecidas, especialmente fora do estado.
Nova Jersey não tem uma canção oficial do estado, enquanto a canção anterior do estado da Virgínia, "Carry Me Back to Old Virginny", adotada em 1940, foi posteriormente rescindida em 1997 pela Assembleia Geral da Virgínia devido à sua linguagem racista. Em 2015, "Our Great Virginia" foi transformada na nova canção do estado da Virgínia.
Iowa ("The Song of Iowa") usa a melodia da canção "O Tannenbaum" como a melodia de sua canção oficial do estado.

#### Índia
Alguns dos estados e territórios da Índia adotaram oficialmente seu próprio hino estadual para uso durante as funções do governo estadual.

#### Iugoslávia
Na Iugoslávia, cada um dos estados constituintes do país (com exceção da Bósnia e Herzegovina) tinha o direito de ter seu próprio hino, mas somente o croata o fez inicialmente, ao qual se juntou mais tarde o esloveno, na iminência da dissolução da Iugoslávia. Antes de 1989, a Macedônia não usava oficialmente um hino regional, embora um tenha sido proclamado durante a Segunda Guerra Mundial pela Assembleia Antifascista para a Libertação Nacional da Macedônia (ASNOM).

#### Malásia
Todos os estados individuais da Malásia têm seus próprios hinos.

#### México
No México, depois que o hino nacional foi estabelecido em 1854, a maioria dos estados da federação adotou seus próprios hinos regionais, que geralmente enfatizam heróis, virtudes ou paisagens específicas. Em particular, o hino regional de Zacatecas, a "Marcha de Zacatecas", é um dos mais conhecidos entre os vários hinos regionais do México.

#### Reino Unido
O hino nacional do Reino Unido é "God Save the King" (Deus Salve o Rei), mas seus países constituintes e as dependências da Coroa também têm suas próprias canções equivalentes, com diferentes graus de reconhecimento oficial. Inglaterra, Escócia, País de Gales e Irlanda do Norte têm hinos que são tocados em ocasiões como jogos esportivos e eventos oficiais.
- Inglaterra - Presume-se que "God Save the King" seja o hino regional inglês, e muitas vezes é tocado como tal, mas "Jerusalem", "I Vow To Thee, My Country" e "Land of Hope and Glory" também são cantadas. "Jerusalem" é usado como o hino da Inglaterra nos Jogos da Commonwealth.[51]
- A Escócia usa "Flower of Scotland", "Auld Lang Syne" e "Scotland the Brave" como seus hinos nacionais não oficiais. "Flower of Scotland" é usado como hino da Escócia nos Jogos da Commonwealth e em partidas internacionais de futebol e rúgbi.[52]
- O País de Gales canta "Hen Wlad Fy Nhadau" desde 1856, quando foi escrito por Evan e James James, pai e filho. A música e uma tradução bretã, "Bro Gozh ma Zadoù", foram adotadas pela Bretanha como seu hino, e há também uma versão da Cornualha, "Bro Goth agan Tasow", cantada junto com "Trelawney" como um hino não oficial da Cornualha.[53] No País de Gales, "Hen Wlad fy Nhadau" às vezes é acompanhado pelo hino "Guide Me, O thou Great Redeemer" (também conhecido como "Bread of Heaven" devido às palavras repetidas em seu primeiro verso), especialmente em partidas de rúgbi.[54]
- Atualmente, a Irlanda do Norte usa "God Save the King" como seu hino em partidas internacionais de futebol e usa "Danny Boy/Londonderry Air" nos Jogos da Commonwealth.[55]

A Ilha de Man, uma dependência da Coroa, usa "God Save the King" como hino real, mas também tem seu próprio hino local, "O Land of Our Birth" (Manx: "O Halloo Nyn Ghooie").

#### Sérvia e Montenegro
Em 2004 e 2005, respectivamente, as regiões montenegrina e sérvia da Sérvia e Montenegro adotaram seus próprios hinos regionais. Quando as duas regiões se tornaram estados soberanos independentes em meados de 2006, seus hinos regionais se tornaram seus hinos nacionais.

#### Tchecoslováquia
A Tchecoslováquia tinha um hino nacional composto de duas partes, o hino tcheco seguido de um verso do hino eslovaco. Após a dissolução da Tchecoslováquia, a República Tcheca adotou seu próprio hino regional como hino nacional, enquanto a Eslováquia o fez com uma letra ligeiramente alterada e uma estrofe adicional.

#### União Soviética
Catorze dos quinze estados constituintes da União Soviética tinham sua própria canção oficial, que era usada em eventos relacionados àquela região e também escrita e cantada no idioma da região. A República Socialista Federativa Soviética Russa usou o hino nacional da União Soviética como seu hino regional ("A Internacional" de 1917 a 1944 e o "Hino nacional da União Soviética" de 1944 a 1990) até 1990, sendo o último dos estados constituintes da União Soviética a fazer isso. Após a dissolução da União Soviética no início da década de 1990, alguns de seus antigos estados constituintes, agora nações soberanas por direito próprio, mantiveram as melodias de seus antigos hinos regionais da era soviética até substituí-los ou, em alguns casos, ainda os utilizam atualmente.
Ao contrário da maioria dos hinos nacionais, poucos dos quais foram compostos por compositores renomados, os vários hinos regionais da União Soviética foram compostos por alguns dos melhores compositores soviéticos, incluindo os mundialmente renomados Gustav Ernesaks (Estônia), Aram Khachaturian (Armênia), Otar Taktakishvili (Geórgia) e Uzeyir Hajibeyov (Azerbaijão).
As letras apresentam grandes semelhanças, todas com menções a Vladimir Lenin (e a maioria, em suas versões iniciais, a Joseph Stalin, sendo os hinos da Armênia e do Uzbequistão exceções), ao papel orientador do Partido Comunista da União Soviética e à irmandade dos povos soviéticos, incluindo uma referência específica à amizade do povo russo (os hinos da Estônia, Geórgia e Karelo-Finlândia aparentemente foram uma exceção a essa última regra).
Algumas das melodias dos hinos regionais soviéticos podem ser cantadas nas letras dos hinos da União Soviética (ucraniano e bielorrusso são os mais adequados nesse caso).
A maioria desses hinos regionais foi substituída por novos hinos nacionais durante ou após a dissolução da União Soviética; Bielorrússia, Cazaquistão (até 2006), Tajiquistão, Turcomenistão (até 1997) e Uzbequistão mantiveram as melodias, mas com letras diferentes. A própria Rússia havia abandonado o hino soviético, substituindo-o por uma melodia de Glinka. Entretanto, com a chegada de Vladimir Putin ao poder, a antiga melodia soviética foi restaurada, com uma nova letra escrita para ela.
Assim como o martelo e a foice e a estrela vermelha, a execução pública dos hinos dos vários hinos regionais da União Soviética e do hino nacional da própria União Soviética são considerados símbolos de ocupação, bem como símbolos de totalitarismo e terrorismo de estado por vários países que eram membros ou ocupados pela União Soviética. Dessa forma, a Letônia, a Lituânia, a Hungria, e a Ucrânia proibiram esses hinos, entre outros, considerados símbolos do fascismo, do socialismo, do comunismo e da União Soviética e suas repúblicas. Na Polônia, a disseminação de itens que são "mídia de simbolismo fascista, comunista ou outro totalitário" foi criminalizada em 1997. No entanto, em 2011, o Tribunal Constitucional considerou essa sanção inconstitucional. Em contraste com esse tratamento do simbolismo, a promoção da ideologia fascista, comunista e de outras ideologias totalitárias continua sendo ilegal. Essas leis não se aplicam aos hinos da Rússia, Bielorrússia, Uzbequistão, Cazaquistão e Tajiquistão, que usaram a melodia com letras diferentes.

### Organizações internacionais
Às vezes, entidades maiores também têm hinos, em alguns casos conhecidos como "hinos internacionais". "Lullaby" é o hino oficial da UNICEF, composto por Steve Barakatt. "A Internacional" é o hino organizacional de vários movimentos socialistas. Antes de março de 1944, era também o hino da União Soviética e do Comintern. "The ASEAN Way" é o hino oficial da ASEAN. A melodia do "Hino à Alegria" da Sinfonia n.º 9 de Beethoven é o hino oficial da União Europeia e do Conselho da Europa. "Let's All Unite and Celebrate" é o hino oficial da União Africana ("Let Us All Unite and Celebrate Together").
O Movimento Olímpico também tem seu próprio hino organizacional. Os falantes de esperanto em reuniões costumam usar a música "La Espero" como seu hino linguístico. O primeiro Hino do Sul da Ásia, do poeta-diplomata Abhay K, pode inspirar a SAARC a criar um Hino oficial da SAARC.
"Ireland's Call" foi encomendado como hino esportivo da seleção nacional de rugby da Irlanda e da seleção nacional de rugby league da Irlanda, que são compostas por jogadores de ambas as jurisdições da ilha da Irlanda, em resposta à insatisfação dos unionistas da Irlanda do Norte com o uso do hino nacional irlandês. Desde então, "Ireland's Call" tem sido usado por algumas outras entidades de todas as ilhas.
Um hino internacional também unifica um grupo de organizações que compartilham a mesma denominação, como o "International Anthem of the Royal Golf Clubs", composto por Steve Barakatt. O mesmo se aplica à União Europeia de Radiodifusão: o prelúdio de Te Deum em Ré Maior de Marc-Antoine Charpentier é tocado antes de cada transmissão oficial do Eurovision e da Euroradio. Os primeiros compassos do prelúdio estão fortemente associados ao Festival Eurovisão da Canção.

### Hino global
Vários artistas criaram "hinos da Terra" para todo o planeta, geralmente exaltando as ideias da consciência planetária. Embora a UNESCO tenha elogiado a ideia de um hino global, as Nações Unidas nunca adotaram uma canção oficial.